# Zwięzy

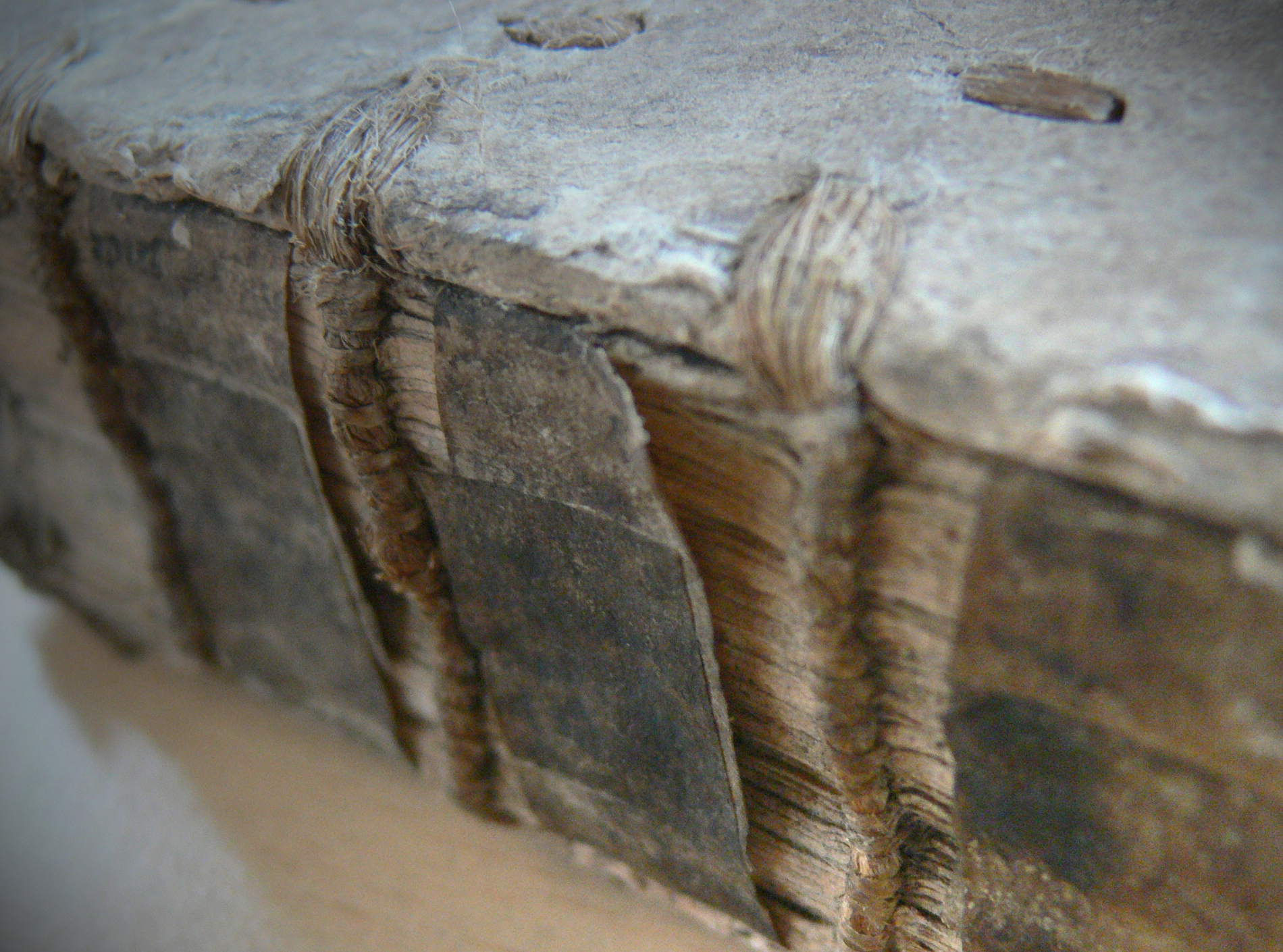
Zwięzy widoczne po zdjęciu oprawy książki

Zwięzy – w poligrafii, pierwotnie odcinki sznura biegnące poprzecznie do grzbietu książki, które służą wzmocnieniu szycia składek; obecnie stosowane wyłącznie jako stylowa ozdoba książki.
Zwięzy zwane również bindami, w dawnych oprawach pomagały w łączeniu bloku książki z okładzinami. Księgi szyje się na zwięzy pojedyncze oraz podwójne. Zależy to od wielkości woluminu oraz projektu oprawy.
Kolejnym typem zwięzów są zwięzy fałszywe – umieszcza się je na grzbietówce kartonowej (przy standardowej oprawie książek), przycina się zwięzy z pasków skóry lub tekturki. Innym typem zwięzów są konstrukcyjne, które są powiązane z szyciem książki. Pola grzbietowe dzieli się symetrycznie, z tym że pole dolne (stopka) oraz pole górne (główka) są większe niż pozostałe pola. Stopka jest większa od główki o 2 do 3 szerokości zwięza. Zwięzy prawdziwe i fałszywe stosuje się przy oprawach skórkowych.